# Vetenskapsåret 1716

## Händelser
- Christopher Polhem och Emanuel Swedenborg grundar Sveriges första vetenskapliga tidskrift, Daedalus hyperboreus (Den nordlige Daidalos).

## Födda
- 6 mars - Pehr Kalm, (död 1779), svensk botanist och forskningsresande

## Avlidna
- 2 november - Engelbert Kaempfer, (född 1651), tysk läkare och upptäcktsresande.
- 14 november - Gottfried Wilhelm von Leibniz, (född 1646), tysk filosof och matematiker.
- Jakob Fredrik Below, (född1669), svensk läkare.